# Augustin Jacob Landré-Beauvais
Augustin Jacob Landré-Beauvais fue un cirujano francés más conocido por su descripción del artritis reumatoide.  Nacido en Orleans, estudió con Pierre-Joseph Desault y Xavier Bichat en París, y después a partir de 1792 con Marc-Antoine Petit (1766-1811) en Lyon . En 1796 obtuvo una práctica en el famoso Hospital de la Salpêtrière, donde asistió a Philippe Pinel . Fue nombrado profesor de medicina clínica en la Salpêtrière en 1799. Después de la restauración, ocupó también la cátedra en la escuela politécnica de París. Fue destituido en el año 1830 a la insistencia del rey Louis-Philippe de Francia ..
Su descripción de la artritis reumatoide, ahora considerada como el primer relato moderno de la enfermedad, la identificó incorrectamente como una forma de gota . Antes de Landré-Beauvais, otros médicos ya habían descubierto que puede ser diferente a la gota. El mismo nombre "artritis reumatoide" fue acuñado en el año 1859 por Alfred Baring Garrod .
La otra obra conservada de Landré-Beauvais, Séméiotique, o traité de los signos de las enfermedades (publicada inicialmente en 1809) se refiere a los signos físicos de las enfermedades médicas en general.